# Ламберт, Эрвин
Эрвин Герман Ламберт (нем. Erwin Hermann Lambert, 7 декабря 1909 — 15 октября 1976) — немецкий каменщик. Член нацистской партии, в рядах СС дослужился до звания — унтершарфюрер. Руководил строительством газовых камер для реализации программы Т-4 в таких городах, как Хартхайм, Зонненштейне, Бернбург и Хадамар, а затем в концлагерях Собибор и Треблинка (Операция Рейнхард).

## Биография
Ламберт родился в 1909 году в небольшом городе Шильдо (нем. Schildow), округ Нидербарним, что неподалёку от Берлина. Его отец был убит во время сражения в Первой мировой войне. Вскоре его мать вновь вышла замуж и отчимом Ламберта стал собственник строительной компании. После окончания школы Эрвин начал работать плотником, потом каменщиком. В середине 1920-х годов после успешной сдачи экзаменов был принят на обучение в школу каменщиков в Берлине, которую закончил в 1930 году. После этого Ламберт работал по специальности и выполнял заказы для различных берлинских компаний. Во времена восхождения Гитлера к власти, в отличие от многих остальных немцев, Эрвин не присоединился к нацистской партии. Лишь в марте 1933 года он подал заявление на вступление. В 1939 году представители программы Т-4 вышли на контакт с ним в попытке нанять в качестве квалифицированного строителя, но получили отказ, потому что Ламберт не хотел менять место работы и оставлять больную мать. Свое согласие на работу в рамках программы Т-4 он дал лишь в январе 1940 года.
В 1942 году он уже дослужился до звания унтершарфюрера и состоял на должности инспектора газовых камер при концлагерях. Эрвин считался главным экспертом по строительству крематориев, где лучшими его работами стали сооружения в концлагерях Собибор и Треблинка. Благодаря его работе стало возможным уничтожение от пятнадцати до пятидесяти семи тысяч заключенных, в чём Ламберт и обвинялся после вскрытия фактов его деятельности в Т-4. В 1965 году был приговорен к четырем годам заключения по делу о Треблинке. 6 сентября 1965 года немецкий суд в Хагене возбудил дело против тринадцати бывших нацистов, которые имели отношение к Собибору, обвинив их в преступлениях против человечности. 20 декабря 1966 года был вынесен приговор, по которому Ламберт, обвиняемый в убийстве неизвестного числа евреев, был оправдан и освобождён.